# Lidewijde Ongering
Lidewijde (L.M.C.) Ongering (Hilversum, 30 december 1958) is een Nederlands topambtenaar. Zij is sinds september 2020 secretaris-generaal van het ministerie van Economische Zaken en Klimaat. Daaraan voorafgaand bekleedde zij deze functie sinds 2015 voor het ministerie van Infrastructuur en Waterstaat.

## Carrière
Ongering studeerde bestuurskunde aan de Technische Hogeschool Twente en werkte na haar afstuderen als ambtenaar bij de gemeente Den Haag en het accountancy- en adviesbedrijf Coopers & Lybrand, voor ze als ambtenaar bij de rijksoverheid aan de slag ging.
In 1991 ging ze voor het ministerie van Volksgezondheid, Welzijn en Sport werken, waar ze in 1995 directeur financieel-economische zaken werd. In 2001 maakte ze de overstap naar het ministerie van Binnenlandse Zaken en Koninkrijksrelaties als plaatsvervangend directeur-generaal Openbare Orde en Veiligheid (onder meer verantwoordelijk voor de hervorming van de politie) en van 2005 tot 2008 was ze de plaatsvervanger van Nationaal Coördinator Terrorismebestrijding en Veiligheid Tjibbe Joustra.
Vanaf 2006 leidde Ongering de Interdepartementale Werkgroep Cartoonproblematiek. Daarna werkte ze vanaf 2008 in topfuncties bij het ministerie van Verkeer en Waterstaat (later ministerie van Infrastructuur en Milieu), waarvan vanaf 2010 als directeur-generaal mobiliteit/bereikbaarheid.
Per 15 juni 2015 werd Ongering benoemd tot secretaris-generaal van hetzelfde ministerie, als opvolger van Siebe Riedstra. Ongering was eerder als directeur-generaal nauw betrokken bij de totstandkoming van het nieuwe ministerie. In 2022 legde Ongering haar functie onverwacht neer, naar verluidt vanwege een conflict met toenmalig minister Micky Adriaansens.
Met ingang van 1 februari 2023 werd Ongering benoemd tot voorzitter van het College financieel toezicht Curaçao en Sint Maarten, het College Aruba financieel toezicht en het College financieel toezicht Bonaire, Sint Eustatius en Saba als opvolger van Raymond Gradus.
- Parlement.com: vjutkiwew5qm